# Hernán Isaías Durán Lazo

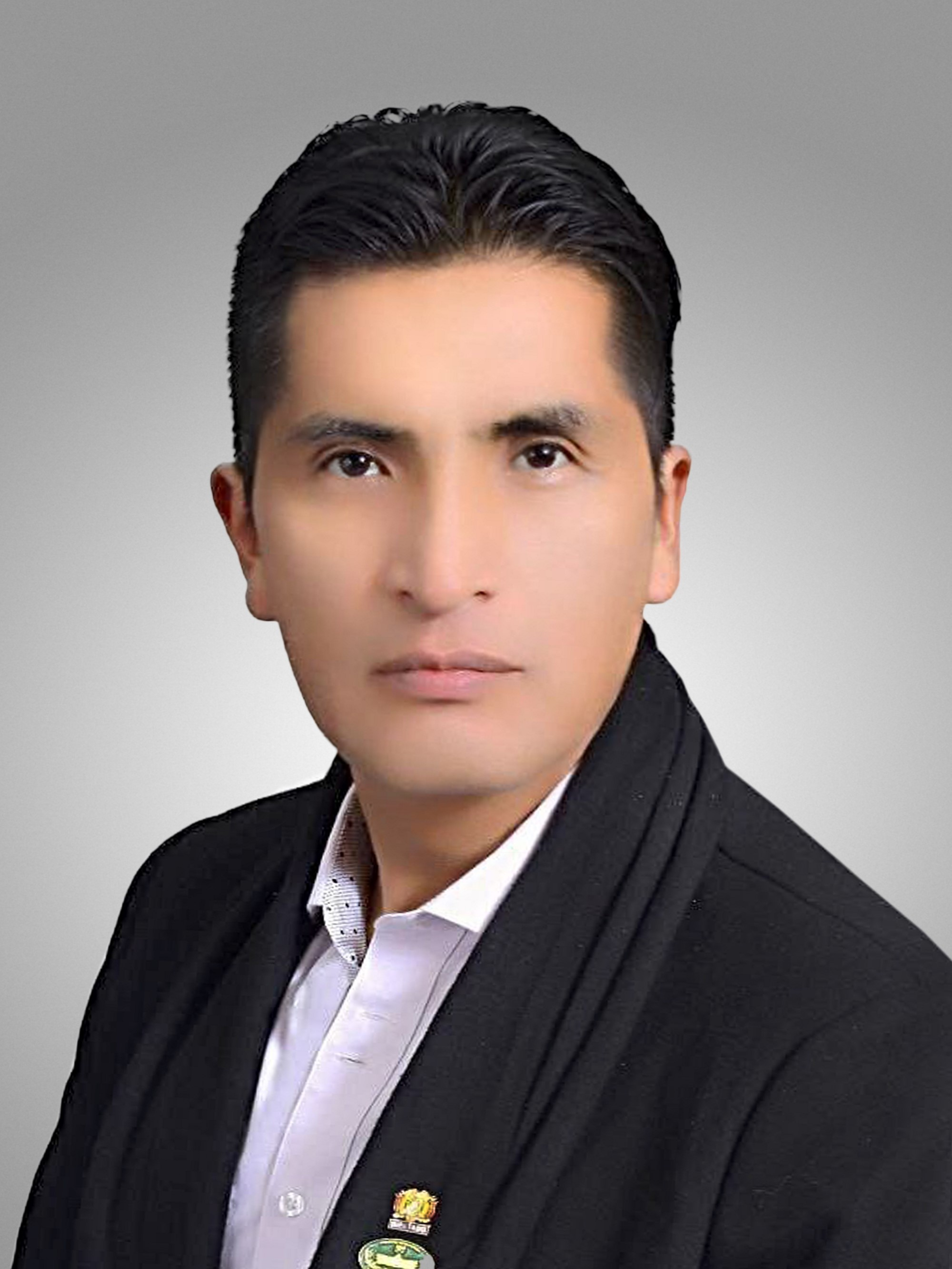
Hernán Isaías Durán Lazo (2020)

Hernán Isaías Durán Lazo (* 16. Juni 1976) ist ein bolivianischer Politiker des MAS-IPSP, der seit 2020 Mitglied des Abgeordnetenhauses von Bolivien ist.

## Leben
Hernán Isaías Durán Lazo wurde bei der Parlamentswahl am 18. Oktober 2020 für den MAS-IPSP im Wahlkreis C-14 im Departamento La Paz zum Mitglied des Abgeordnetenhauses von Bolivien gewählt, des Unterhauses der Plurinationalen Legislativen Versammlung Boliviens. Seine Stellvertreterin wurde Martha Viviana Ramos Pucho.
Derzeit ist Hernán Durán Sekretär des Unterausschusses für den Kampf gegen den Drogenhandel.